# Чжуцзі
Чжуцзі (кит. спр. 诸暨市, піньїнь: Zhūjì Shì) — місто-повіт в східнокитайській провінції Чжецзян, складова міста Шаосін.

## Географія
Чжуцзі лежить на заході префектури у Дельті Янцзи.

### Клімат
Місто знаходиться у зоні, котра характеризується вологим субтропічним кліматом. Найтепліший місяць — липень із середньою температурою 29.5 °C (85.1 °F). Найхолодніший місяць — січень, із середньою температурою 4.9 °С (40.8 °F).
| Клімат Чжуцзі           | Клімат Чжуцзі | Клімат Чжуцзі | Клімат Чжуцзі | Клімат Чжуцзі | Клімат Чжуцзі | Клімат Чжуцзі | Клімат Чжуцзі | Клімат Чжуцзі | Клімат Чжуцзі | Клімат Чжуцзі | Клімат Чжуцзі | Клімат Чжуцзі | Клімат Чжуцзі |
| Показник                | Січ.          | Лют.          | Бер.          | Квіт.         | Трав.         | Черв.         | Лип.          | Серп.         | Вер.          | Жовт.         | Лист.         | Груд.         | Рік           |
| Середній максимум, °C   | 7,9           | 8,8           | 13,3          | 19,9          | 24,5          | 27,5          | 32,3          | 31,8          | 26,8          | 21,7          | 16,4          | 10,6          | 20,1          |
| Середня температура, °C | 4,9           | 6,2           | 10,4          | 16,7          | 21,6          | 25,1          | 29,5          | 28,9          | 24,3          | 18,8          | 13,2          | 7,2           | 17,2          |
| Середній мінімум, °C    | 0,1           | 1,3           | 5,2           | 11,1          | 16,1          | 20,1          | 23,9          | 23,4          | 19,4          | 13,5          | 7,9           | 2,1           | 12            |
| Норма опадів, мм        | 56.1          | 87.6          | 118.5         | 140           | 180.8         | 207.1         | 130.3         | 126.1         | 151           | 76.7          | 56.8          | 45.7          | 1376.7        |
| Днів з опадами          | 13,1          | 14,5          | 17,3          | 17,4          | 17,2          | 15,8          | 12,1          | 12,8          | 13,4          | 12,1          | 11,9          | 12,2          | 169,8         |
| Вологість повітря, %    | 75.4          | 78.4          | 79.9          | 80.1          | 80.5          | 83.7          | 80.1          | 79.9          | 82.1          | 79.3          | 76.2          | 74            | 79.1          |
| ----------------------- | ------------- | ------------- | ------------- | ------------- | ------------- | ------------- | ------------- | ------------- | ------------- | ------------- | ------------- | ------------- | ------------- |
| Джерело: Weatherbase    |               |               |               |               |               |               |               |               |               |               |               |               |               |